# Мазъдагъ
Мазъдагъ (на турски: Mazıdağı; на кюрдски: Şemrex‎) е град, център на община и административен център на околия Мазъдагъ, във вилает Мардин, разположен в Турски Кюрдистан, югоизточна Турция. Според оценки на Статистическия институт на Турция към 31 декември 2018 г. населението на града е 12 374 души.

## Население
Численост на населението според оценки на Статистическия институт на Турция през годините, към 31 декември:
- 10 189 души (2009)
- 11 200 души (2013)
- 12 374 души (2018)